# NGC 3664A
NGC 3664A is een balkspiraalstelsel in het sterrenbeeld Leeuw. Het hemelobject werd op 16 maart 1879 ontdekt door de Duitse astronoom Ernst Wilhelm Leberecht Tempel.

## Synoniemen
- UGC 6418
- ZWG 39.169
- KCPG 283A
- PGC 35042